# Blind kind
Blind kind is een documentaire uit 1964 van de Nederlandse filmmaker en fotograaf Johan van der Keuken. Voor dit portret van een groepje blinde kinderen verbleef Van der Keuken twee maanden in het Koninklijk Instituut tot Onderwijs van Blinden in Huizen.
Blind kind wordt beschouwd als een hoogtepunt in het oeuvre van Van der Keuken. De film is opgenomen met een soms zeer beweeglijke camera in natuurlijk licht. Een duidelijke verhaallijn is er niet, een commentaarstem of de uitleg van deskundigen evenmin. De montage is associatief, soms losse beelden zonder geluid. Van der Keuken probeert in 25 minuten de kijker zich te laten verplaatsen in de positie van het blinde kind. Die vorm maakt van Blind kind een typisch Nederlands voorbeeld van cinéma vérité, een wijze van filmen waarin de filmmaker zich nergens mee bemoeit, geen enkele vraag stelt en louter registreert.
In 2007 werd Blind kind toegevoegd aan de Canon van de Nederlandse film.